# El honor perdido de Katharina Blum
El honor perdido de Katharina Blum o: Cómo surge la violencia y hacia dónde puede conducir es una novela de 1974 de Heinrich Böll que examina críticamente las prácticas de la prensa sensacionalista. A partir del 29 de abril de 2018 se publicó una preimpresión con ilustraciones del artista gráfico berlinés Klaus Vogelgesang en julio de 1974 en la revista semanal Der Spiegel. El grupo editorial Axel Springer emprendió acciones legales contra la publicación de las ilustraciones.
En la historia, Böll describe cómo una mujer que antes no tenía culpa, Katharina Blum, es víctima de persecución por parte de la prensa sensacionalista debido a su amistad con un criminal. En particular, se trata de la política informativa inhumana de un periódico que siempre se denomina el PERIÓDICO (ZEITUNG). En un comentario preliminar, Böll explica: "Los personajes y la trama de esta historia son ficticios. Si la descripción de determinadas prácticas periodísticas revela similitudes con las prácticas del Bild-Zeitung [periódico BILD], estas similitudes no son ni intencionadas ni accidentales, sino más bien inevitables."
Hay otras referencias a BILD, como el fotógrafo de prensa Schönner, que investiga junto con el periodista Tötges. El nombre probablemente no fue elegido por casualidad, ya que en el momento de su publicación trabajaba un conocido periodista en el periódico Bild, Adolf Schönner. 
El PERIÓDICO denigra a la protagonista varias veces y en diferentes variantes como una "novia terrorista" fría y calculadora y así la expone frente a su entorno. Como resultado de ello, Katharina Blum recibe una gran cantidad de llamadas y cartas anónimas obscenas, llenas de odio e insultantes. 
En un epílogo escrito más tarde, el propio Heinrich Böll describió su historia como un panfleto que, en su opinión, pretendía señalar el papel negativo y potenciador del conflicto del periodismo sensacionalista en relación con el terrorismo de la Facción del Ejército Rojo. Böll se vio a sí mismo como víctima de una campaña mediática que lo presentaba como un " simpatizante del terrorismo" debido a publicaciones anteriores, incomprendidas o deliberadamente malinterpretadas.
Con 2,7 millones de copias vendidas en todo el mundo hasta 2017, la historia es la obra en prosa más vendida de Böll.

## Argumento
La historia, dividida en 58 capítulos, es contada por un reportero anónimo que siempre mantiene la precisión y la distancia. Al principio está la confesión de Katharina Blum: La tarde del 24 de febrero de 1974 se entrega a la policía y explica que ese mismo día al mediodía le había disparó al periodista Tötges en su apartamento. Unos días más tarde, aparece muerto otro periodista, Adolf Schönner. Sin embargo, finalmente se descarta que él también haya sido víctima de Blum. El PERIÓDICO, empleador de los dos periodistas asesinados, declara patéticamente que ambos fallecidos son “víctimas de su profesión”. 
Katharina Blum es una empleada doméstica de 27 años. Viene de un pueblo y de circunstancias difíciles. Su padre murió cuando ella era joven y su madre trabajaba como limpiadora, por lo que la familia tenía poco dinero. Además, su madre era adicta al alcohol, lo que obligó a Katharina a independizarse a una edad temprana. Es descrita como hermosa y por eso suele atraer la atención de los hombres. Se divorció cuando su marido se volvió abusivo. También fue a menudo acosada por hombres en su vida profesional. Por lo tanto, suele ser distante con los hombres extraños. 
A continuación se reconstruyen los últimos cuatro días de Katharina Blum antes del asesinato. El miércoles 20 de febrero por la mañana, se despide de sus emplradores, el matrimonio Blorna, que parten a sus vacaciones de invierno. Por la noche asiste a una fiesta de carnaval en casa de Else Woltersheim. Desde el momento en que aparece en la celebración es vigilada por la policía sin que ella lo sepa. Deja la fiesta con Ludwig Götten, quien pasa la noche en el apartamento de Blum. Götten es un desertor y sospechoso de haber cometido un atraco a un banco, asesinato y ser terrorista. Por lo tanto, está siendo perseguido por la policía, que quiere identificar a sus contactos. Por la mañana, la policía irrumpe en el apartamento de Katharina Blum. Dado que se dice que ayudó a Götten a escapar esa noche, Katharina Blum es arrestada e interrogada temporalmente.
En su destino de vacaciones, el abogado Blorna se entera de que han detenido a su ama de llaves. Un periodista quiere una declaración suya sobre Blum como persona. El viernes por la mañana, Blorna encuentra su comentario en el PERIÓDICO, muy modificado para que sea negativo. El abogado y su esposa Trude terminan temprano sus vacaciones. De regreso a casa, pueden leer más sobre Blum “La novia asesina” en el PERIÓDICO del sábado. En algunos casos está claro que se utilizan citas falsas de familiares y compañeros de Blum.
El PERIÓDICO presenta las sospechas contra Götten como un hecho. En realidad, la sospecha es falsa: Götten saqueó una caja fuerte de la Bundeswehr, falsificó balances y robó armas, pero no cometió un asesinato ni robo a un banco. El PERIÓDICO presenta a Katharina como cómplice y “perra” de Götten. Afirma que Katharina conocía a Götten desde hacía años, ya que otros residentes de la casa dijeron a la policía que había recibido "visitas de hombres". De hecho, este “caballero visitante” era un conocido industrial a quien Katharina conoció en su empleo. Aunque ella siempre lo rechazó, él nunca dejó de acosarla.
El PERIÓDICO falsifica declaraciones de personas que conocen a Katharina. Por ejemplo, la frase “Katharina es una persona muy inteligente y reservada” en el diario se convierte en la descripción “gélada y calculadora”. La caracterización “Si Katharina es radical, entonces es radicalmente servicial, planificada e inteligente” es tergiversada por la publicación como “una persona radical en todos los aspectos que nos engañó astutamente”. La campaña del diario contra Katharina alcanza su clímax cuando muere su madre, que se encuentra en la unidad de cuidados intensivos de un hospital después de una operación. El periódico “atribuye la culpa” a Katharina porque supuestamente la paciente “no sobrevivió al impacto de las actividades de su hija”.El reportero Werner Tötges afirma haber visitado a la madre moribunda de Katharina en el hospital, donde la confrontó con las acusaciones contra su hija. Como resultado de los informes del PERIÓDICO, Katharina es bombardeada con llamadas y cartas insultantes, llenas de odio y obscenas. La joven, que inicialmente estaba plenamente integrada en la sociedad, se convierte en una outsider despreciada. Ante la reconfortante sugerencia de que hay otros periódicos que informan correctamente, ella responde: “¡Todos los que conozco leen el PERIÓDICO!”
Por la mañana lee la edición dominical del diario, que sugiere que la propia Katharina es la culpable de la muerte de su madre. También existen dudas sobre la declaración de Götten, según la cual Katharina está exonerada de culpa.
Katharina se cita con Tötges con el pretexto de querer darle una entrevista exclusiva y le dispara cuando él, como muchos otros hombres antes, se mete con ella: "¿Por qué me miras?” "Sorprendida, mi pequeña flor, te sugiero que follemos ahora.” Matando a Tötges la protagonista recupera —de acuerdo a su visión de lo sucedido—, el honor perdido. Deambula después por la ciudad “en busca de remordimiento, pero no encontré ningún remordimiento” y finalmente se entrega a la policía.
En un borrador de la historia, Böll había concebido un final con Katharina intentando suicidarse.

## Trasfondo
Según su declaración crítica «¿Quiere Ulrike clemencia o salvoconducto?», que apareció en la revista Der Spiegel en 1972, Böll fue él mismo víctima de una campaña de difamación que quería identificarlo como un supuesto simpatizante del terrorismo de la Fracción del Ejército Rojo (RAF). Con El honor perdido de Katharina Blum respondió a los reportajes del periódico BILD y al debate sobre la violencia de los años 70, denunció el sensacionalismo con su historia e ilustró las posibles consecuencias: "La violencia de las palabras a veces puede ser peor que la de las bofetadas y las armas de fuego."
El trasfondo de la historia también incluye, como el propio Böll subraya varias veces en sus cartas, la caza periodística contra el profesor de psicología Peter Brückner, que enseñaba en Hannover y que una vez acogió durante la noche a Ulrike Meinhof.

## Adaptaciones
La historia fue filmada en 1975 por Volker Schlöndorff y Margarethe von Trotta bajo el mismo título (El honor perdido de Katharina Blum). La película se estrenó el 10 de octubre de 1975 en nueve salas de cine de la República Federal.
En mayo de 1976, Margarethe von Trotta representó en el escenario-taller del Teatro Municipal de Bonn una obra “basada en el cuento de Heinrich Böll”. A diferencia de la adaptación cinematográfica de Schlöndorff, la versión teatral recibió críticas mucho más negativas.
En The Lost Honor of Kathryn Beck, la historia fue filmada para la televisión estadounidense y transmitida por CBS el 24 de enero de 1984. Los actores incluyen: al cantante de country y actor de cine Kris Kristofferson (en el papel del terrorista fugitivo Ben Cole) y Marlo Thomas (en el papel de Kathryn Beck).
El 20 de abril de 1991 se representó Katharina Blum de Tilo Medek en el Teatro Municipal de Bielefeld. La ópera se estrenó en cinco días y una secuela. El libreto fue escrito por Dorothea Medek, la esposa del compositor. La respuesta de la crítica fue predominantemente negativa.
En 1997, la SWF produjo una versión radiofónica de Hermann Naber (edición y dirección de la obra radiofónica) con el mismo título con los ponentes: Katharina Zapatka, Krista Posch, Hannelore Hoger, Friedhelm Ptok, Walter Renneisen, Uwe Friedrichsen y otros. La música es de Mauricio Kagel.
La traducción al húngaro de Ambrus Bor fue revisada como obra de teatro por Géza Bereményi y representada en varias ciudades húngaras desde la década de 1990.
El 9 de noviembre de 2023, el rapero Disarstar lanzó la canción The Lost Honor of Katharina Blum.

## Recepción
Tras la publicación de su libro y también tras la adaptación cinematográfica de Volker Schlöndorff, Heinrich Böll fue violentamente atacado tanto por periodistas como por políticos. Con motivo de la retransmisión de la película por la televisora ARD, Enno von Loewenstern escribió el 29 de mayo de 1978 en Die Welt —publicado por Springer Verlag igual que el periódico Bild— criticando el libro: «Sin duda nadie ha contribuido tanto como Böll al reconocimiento de la RAF, y a alentarla. Su libro describe de la forma más recomendable cómo es asesinado un periodista del periódico Bild».
El posterior presidente federal Karl Carstens (CDU) también se mostró muy crítico. Aparentemente ignorante de los hechos esenciales y del contenido del libro, hizo un llamamiento a los alemanes: “Pido a toda la población que se distancie de la actividad terrorista, en particular al poeta Heinrich Böll, que hace apenas unos meses bajo el seudónimo de Katharina Blüm {sic} escribió un libro que justifica la violencia”. Esto expuso a Carsten a numerosos ataques burlones, más tarde Der Spiegel incluso citó la frase en su obituario. A petición de Böll, el artista gráfico y activista político Klaus Staeck diseñó un cartel que muestra a Carstens montando una vaca, con el título "El profesor Carstens cabalga por Alemania" y la cita completa. La frase se consideró en parte sintomática de la calidad de las críticas a Böll. Staeck escribió más tarde sobre la afirmación de Carstens que ésta era "una de esas frases inolvidables de la época del Otoño alemán, rebosante de ignorancia e incluso estupidez" A pesar de ello, Böll intercambió cartas con el intelectual socialcristiano y entonces ministro de Educación de Baviera, Hans Maier, sobre su historia en un tono más conciliador.
El crítico literario Marcel Reich-Ranicki escribió: “Aunque los libros de Böll fueran productos extremadamente ambivalentes y cuestionables [...], aun así demostraron una perspectiva única, un sentimiento fenomenal hacia aquellos motivos, situaciones y estados de ánimo en los que 'lo actual' emerge por sí solo y se vuelve claro. Lo que dice Böll puede ser mejor o peor. Pero golpeó y sigue golpeando al presente alemán en el corazón. Esto también se aplica a la historia del El honor perdido de Katharina Blum”. El publicista Klaus Rainer Röhl hizo un juicio similar: “Este libro tendrá un impacto más fuerte que toda la campaña 'Desposeer a Springer'”.
Poco después de su publicación, El honor perdido de Katharina Blum se convirtió en lectura escolar en muchos estados federados.
La película para televisión británica The Lost Honor of Christopher Jefferies (2014), que también aborda críticamente las prácticas de la prensa sensacionalista, hace referencia al título de la obra de Böll.